# Brusnik (gmina Ivanjica)
Brusnik (cyr. Брусник) – wieś w Serbii, w okręgu morawickim, w gminie Ivanjica. W 2011 roku liczyła 353 mieszkańców.